# Oud-Noord-Bevelandpolder
De Oud-Noord-Bevelandpolder was een polder en een waterschap in de gemeenten Colijnsplaat en Kats op Noord-Beveland, in de Nederlandse provincie Zeeland.
Op 17 mei 1594 verleenden de Staten van Zeeland octrooi voor het (her)bedijken van het verloren gegane eiland Noord-Beveland. Op 5 april 1596 werd het octrooi uitgebreid en in 1598 werd een groot deel van het eiland bedijkt. De polder werd in de 17e eeuw versterkt door de aanleg van de Oud 's-Gravenhoekpolder (1657), de Ouweleckpolder (1665) en de Nieuw 's-Gravenhoekpolder (1671). Deze polders gingen respectievelijk in 1732, 1780 en 1743 weer verloren.
Na het calamiteus verklaren van de Leendert Abrahampolder kwamen de zeedijken in 1883 onder het beheer van het waterschap de Waterkering Leendert Abrahampolder.
In 1935 werd de polder samengevoegd met de Nieuw-Noord-Bevelandpolder.